# Assalto Perigoso
"Assalto Perigoso" é uma canção da cantora e compositora brasileira Melody. A canção foi lançada para download digital e streaming de maneira independente em 14 de outubro de 2021. Após o seu lançamento, "Assalto Perigoso" adquiriu popularidade nas plataformas digitais e tornou-se um sucesso no TikTok, sendo utilizada em diversos vídeos da plataforma de maneira viral.

## Lançamento e promoção
Em outubro de 2021, Melody movimentou a internet onde a cantora publicou uma foto sua, sentada na beirada de uma estrada e com as mãos na cabeça, com a legenda: "fui assaltada". A imagem repercutiu nas redes sociais e instigou os internautas. Porém tudo não passava de uma ação de marketing da artista para apresentar seu novo lançamento que se tratava de um remix do sucesso "Positions", de Ariana Grande em versão piseiro. "Assalto Perigoso" foi lançada para download digital e streaming em 14 de outubro de 2021.

## Apresentações ao vivo
Melody apresentou "Assalto Perigoso" pela primeira vez no Hora do Faro em 10 de abril de 2022.

## Faixas e formatos
| Download digital / streaming |                    |         |  |
| N.º                          | Título             | Duração |  |
| 1.                           | "Assalto Perigoso" | 2:35    |  |

## Desempenho comercial
No TikTok, a canção já foi utilizado em mais de 303 mil vídeos da plataforma. Com o sucesso na rede social, a canção fez com que Melody atingisse o Top 50 do Spotify Brasil pela primeira vez, se mantendo na #29 posição.

## Histórico de lançamento
| Região | Data                  | Formato(s)                 | Gravadora(s) | Ref.  |
| ------ | --------------------- | -------------------------- | ------------ | ----- |
| Várias | 14 de outubro de 2021 | Download digital streaming | Independente | [ 3 ] |